# Myliobatis aquila
Espèce
Synonymes
- Raja aquila Linnaeus, 1758

Statut de conservation UICN

 DD  : Données insuffisantes
L'aigle de mer ou mourine (Myliobatis aquila) est une espèce de raies de la famille des Myliobatidés.

## Description
L'aigle de mer mesure environ 1,80 m de long pour 1 m de large un poids maximal de 100 kg. Sa face dorsale est sombre, et la ventrale blanche. Il est doté d'un aiguillon venimeux sur sa longue queue noire et fine, qui peut être deux fois plus longue que le corps. Son corps gris foncé ou marron est plat avec de larges nageoires pectorales en pointe et un museau terminé par un rostre arrondi. La bouche, située au niveau du ventre, contient 7 rangées de dents plates capables d'émietter les petits poissons qui habitent au fond de l'eau. Excellent nageur, l'aigle de mer est à l'aise dans les profondeurs des océans comme en mer ouverte. Il n'hésite pas à sauter hors de l'eau pour échapper à ses prédateurs.

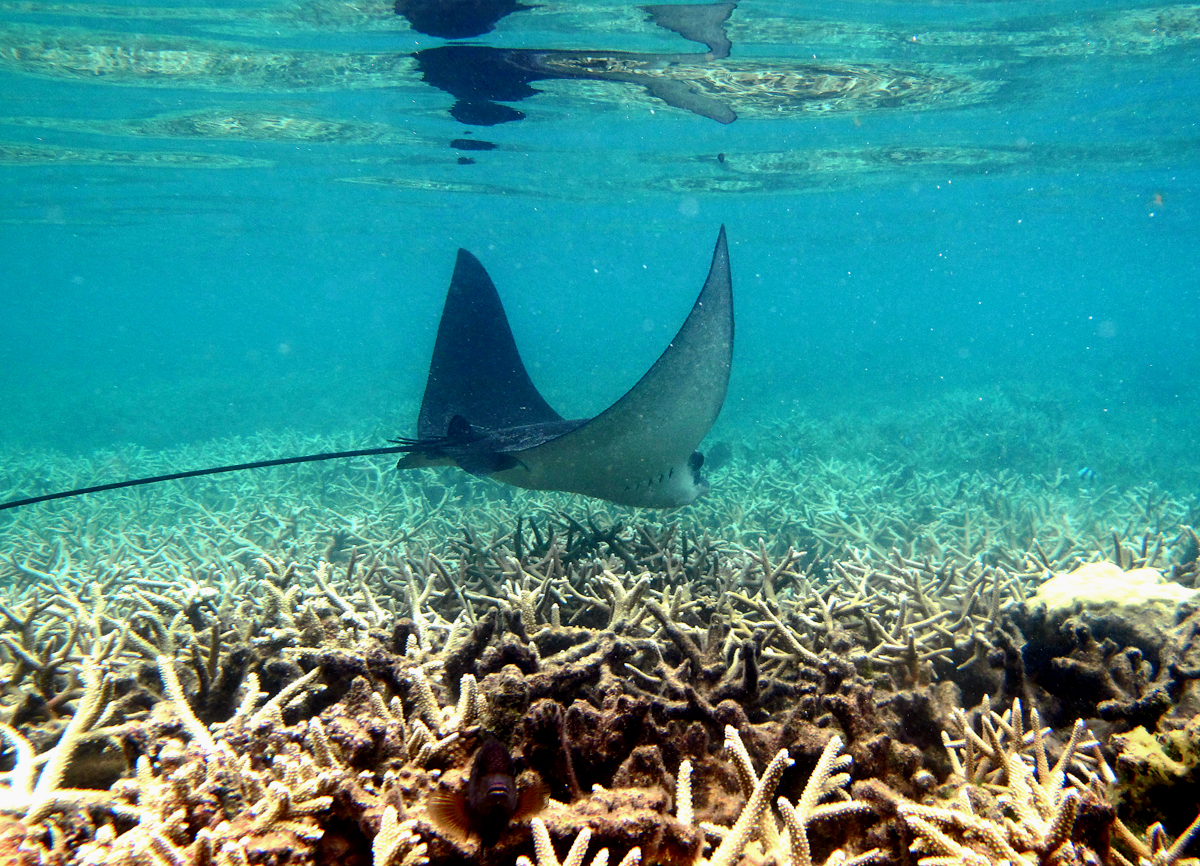
Aigle de mer à La Réunion.
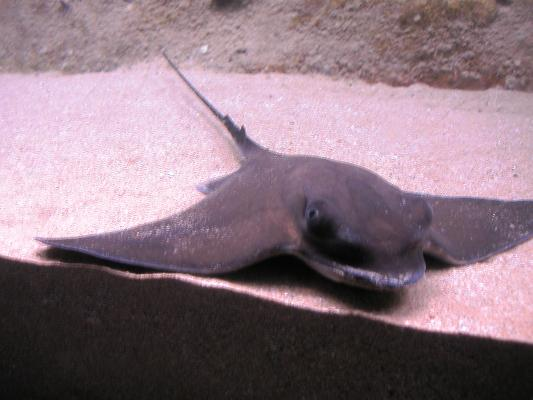
En aquarium à Barcelone.

## Habitat et répartition
Cette raie se trouve dans l'est de l'océan Atlantique, dans la mer Méditerranée et dans le sud-ouest de l'océan indien.

## Écologie et comportement
L'espèce est vivipare, les femelles donnent naissance chaque année à 3 ou 4 petits entièrement formés.
Elle se nourrit de crustacés et coquillages.